# HD 76700
HD 76700 ist ein knapp 200 Lichtjahre von der Erde entfernter Gelber Zwerg im Sternbild Volans. Seine scheinbare Helligkeit beträgt 8,2 mag.
Im Jahre 2002 publizierten Butler et al. die Entdeckung eines extrasolaren Planeten um diesen Stern mit Hilfe der Radialgeschwindigkeitsmethode. Der Begleiter trägt die systematische Bezeichnung HD 76700 b und ist ein Hot Jupiter. Die Umlaufperiode des Begleiters beträgt 3,971 Tage, seine Bahn hat eine große Halbachse von ca. 0,05 Astronomischen Einheiten bei einer Exzentrizität von 0,1. Die Mindestmasse des Objekts beträgt etwa 0,2 Jupitermassen (ca. 70 Erdmassen).